# Дашково (Тверська область)
Дашково (рос. Дашково) — присілок в Торопецькому районі Тверської області Російської Федерації.
Населення становить 22 особи. Входить до складу муніципального утворення Подгородненське сільське поселення.

## Історія
Від 2005 року входить до складу муніципального утворення Подгородненське сільське поселення.

## Населення
| 2010 |
| ---- |
| 22   |